# Grange des Dîmes (Duillier)
Pour les articles homonymes, voir Grange dîmière.
La grange des Dîmes est un bâtiment vaudois situé sur le territoire de la commune de Duillier, en Suisse.

## Histoire
Deux granges dîmières, appelée simplement les « dîmes », existent à Duillier depuis le Moyen Âge pour stocker les récoltes dues au seigneur du château. Si le plus grand des bâtiments a disparu au début du XXe siècle, le second, situé au-dessus du château en bordure d'un vignoble.
Le bâtiment mesure 175 m2 au sol sur quatre étages et une cave. Une dépendance d'environ 100 m2 au sol, ancien pressoir du village, est attenante au bâtiment.
Le bâtiment, aujourd'hui propriété privée, est inscrit comme bien culturel suisse d'importance nationale.